# Gran Premio di Germania 1956
Il Gran Premio di Germania 1956 fu la settima gara della stagione 1956 del Campionato mondiale di Formula 1, disputata il 5 agosto sul Nürburgring.
La corsa vide la vittoria di Juan Manuel Fangio su Ferrari, seguito da Stirling Moss e da Jean Behra.

## Qualifiche
| Pos | N° | Pilota              | Auto     | Squadra                   | Tempo   | Distacco |
| --- | -- | ------------------- | -------- | ------------------------- | ------- | -------- |
| 1   | 1  | Juan Manuel Fangio  | Ferrari  | Scuderia Ferrari          | 9:51.2  | -        |
| 2   | 2  | Peter Collins       | Ferrari  | Scuderia Ferrari          | 9:51.5  | +0.3     |
| 3   | 3  | Eugenio Castellotti | Ferrari  | Scuderia Ferrari          | 9:54.4  | +3.2     |
| 4   | 7  | Stirling Moss       | Maserati | Officine Alfieri Maserati | 10:03.4 | +12.2    |
| 5   | 4  | Luigi Musso         | Ferrari  | Scuderia Ferrari          | 10:20.3 | +29.1    |
| 6   | 8  | Cesare Perdisa      | Maserati | Officine Alfieri Maserati | 10:23.5 | +32.3    |
| 7   | 17 | Umberto Maglioli    | Maserati | Officine Alfieri Maserati | 10:27.6 | +36.4    |
| 8   | 6  | Jean Behra          | Maserati | Officine Alfieri Maserati | 10:31.6 | +40.4    |
| 9   | 16 | Roy Salvadori       | Maserati | Gilby Engineering         | 10:32.4 | +41.2    |
| 10  | 5  | Alfonso de Portago  | Ferrari  | Scuderia Ferrari          | 10:37.7 | +46.5    |
| 11  | 21 | Bruce Halford       | Maserati | Privato                   | 11:04.1 | +72.9    |
| 12  | 12 | Harry Schell        | Maserati | Scuderia Centro Sud       | 11:16.5 | +85.3    |
| 13  | 19 | Horace Gould        | Maserati | Gould's Garage            | 11:32.2 | +101.0   |
| 14  | 15 | Louis Rosier        | Maserati | Ecurie Rosier             | 11:39.0 | +107.8   |
| 15  | 10 | Robert Manzon       | Gordini  | Equipe Gordini            | 11:55.8 | +124.6   |
| 16  | 20 | Paco Godia          | Maserati | Officine Alfieri Maserati | 11:57.6 | +126.4   |
| 17  | 11 | André Pilette       | Gordini  | Equipe Gordini            | 12:07.6 | +136.4   |
| 18  | 14 | Giorgio Scarlatti   | Ferrari  | Scuderia Centro Sud       | 13:05.2 | +194.0   |
| 19  | 18 | Luigi Piotti        | Maserati | L Piotti                  | 13:50.1 | +238.9   |
| 20  | 22 | Ottorino Volonterio | Maserati | Privato                   | 14:17.1 | +265.9   |

## Gara
| Pos | N° | Pilota                           | Costruttore | Giri | Tempo/Causa Ritiro        | Pos. griglia | Punti |
| --- | -- | -------------------------------- | ----------- | ---- | ------------------------- | ------------ | ----- |
| 1   | 1  | Juan Manuel Fangio               | Ferrari     | 22   | 3:38:43.7                 | 1            | 9     |
| 2   | 7  | Stirling Moss                    | Maserati    | 22   | +46.4                     | 4            | 6     |
| 3   | 6  | Jean Behra                       | Maserati    | 22   | +7:38.3                   | 8            | 4     |
| 4   | 20 | Paco Godia                       | Maserati    | 20   | +2 Giri                   | 16           | 3     |
| 5   | 15 | Louis Rosier                     | Maserati    | 19   | +3 Giri                   | 14           | 2     |
| SQ  | 21 | Bruce Halford                    | Maserati    | 20   | Squalificato              | 11           |       |
| NC  | 22 | Ottorino Volonterio              | Maserati    | 16   | +6 Giri                   | 20           |       |
| Rit | 11 | André Milhoux                    | Gordini     | 15   | Motore                    | 17           |       |
| Rit | 5  | Alfonso de Portago Peter Collins | Ferrari     | 14   | Incidente                 | 10           |       |
| Rit | 18 | Luigi Villoresi                  | Maserati    | 13   | Motore                    | 19           |       |
| Rit | 12 | Harry Schell                     | Maserati    | 13   | Surriscaldamento          | 12           |       |
| Rit | 4  | Luigi Musso Eugenio Castellotti  | Ferrari     | 11   | Incidente                 | 5            |       |
| Rit | 2  | Peter Collins                    | Ferrari     | 8    | Perdita carburante        | 2            |       |
| Rit | 3  | Eugenio Castellotti              | Ferrari     | 5    | Problema elettrico        | 3            |       |
| Rit | 8  | Umberto Maglioli                 | Maserati    | 3    | Sterzo                    | 7            |       |
| Rit | 19 | Horace Gould                     | Maserati    | 3    | Pressione olio            | 13           |       |
| Rit | 16 | Roy Salvadori                    | Maserati    | 2    | Sospensioni               | 9            |       |
| Rit | 10 | Robert Manzon                    | Gordini     | 0    | Sospensioni               | 15           |       |
| Rit | 14 | Giorgio Scarlatti                | Ferrari     | 0    | Motore                    | 18           |       |
| NP  | 8  | Cesare Perdisa                   | Maserati    |      | Incidente                 | 6            |       |
| NP  | 11 | André Pilette                    | Gordini     |      | Auto guidata da Milhoux   |              |       |
| NP  | 18 | Luigi Piotti                     | Maserati    |      | Auto guidata da Villoresi |              |       |

## Statistiche

### Piloti
- 20ª vittoria per Juan Manuel Fangio
- 20º giro più veloce per Juan Manuel Fangio
- 1º Gran Premio per Giorgio Scarlatti
- 1° e unico Gran Premio per André Milhoux
- Ultimo Gran Premio per Louis Rosier

### Costruttori
- 25° vittoria per la Ferrari
- 75° podio per la Ferrari
- 20º giro più veloce per la Ferrari

### Motori
- 25ª vittoria per il motore Ferrari
- 75° podio per il motore Ferrari
- 20º giro più veloce per il motore Ferrari

(in realtà questo è un Motore V8 costruito dalla Lancia e andrebbe conteggiato Lancia)

### Giri al comando
- Juan Manuel Fangio (1-22)

## Classifica Mondiale
| Pos | Pilota                  | Punti |
| --- | ----------------------- | ----- |
| 1   | Juan Manuel Fangio      | 30    |
| 2   | Peter Collins           | 22    |
|     | Jean Behra              | 22    |
| 4   | Stirling Moss           | 19    |
| 5   | Pat Flaherty            | 8     |
| 6   | Eugenio Castellotti     | 7.5   |
| 7   | Sam Hanks               | 6     |
|     | Paul Frère              | 6     |
| 9   | Mike Hawthorn           | 4     |
|     | Don Freeland            | 4     |
|     | Luigi Musso             | 4     |
| 12  | Harry Schell            | 3     |
|     | Johnnie Parsons         | 3     |
|     | Paco Godia              | 3     |
|     | Jack Fairman            | 3     |
|     | Alfonso de Portago      | 3     |
|     | Cesare Perdisa          | 3     |
| 18  | Hernando da Silva Ramos | 2     |
|     | Louis Rosier            | 2     |
|     | Luigi Villoresi         | 2     |
|     | Dick Rathmann           | 2     |
|     | Horace Gould            | 2     |
|     | Olivier Gendebien       | 2     |
| 24  | Chico Landi             | 1.5   |
|     | Gerino Gerini           | 1.5   |
| 26  | Paul Russo              | 1     |